# Contea di Donley
La contea di Donley (in inglese Donley County) è una contea dello Stato del Texas, negli Stati Uniti. La popolazione al censimento del 2010 era di 3 677 abitanti Il capoluogo di contea è Clarendon. La contea è stata creata nel 1876 e organizzata nel 1882.

## Storia
Donley County è stata fondata nel 1876 da alcune terre fornite dal distretto di Bexar. Prende il nome da Stockton P. Donley, giudice della Corte Suprema dello Stato.
Ci sono diversi siti storici elencati nel National Register of Historic Places che si trovano nella contea di Donley.

## Geografia fisica
| Anno | Popolazione | ±%     |
| ---- | ----------- | ------ |
| 1880 | 160         |        |
| 1890 | 1 056       | 560,0% |
| 1900 | 2 756       | 161,0% |
| 1910 | 5 284       | 91,7%  |
| 1920 | 8 035       | 52,1%  |
| 1930 | 10 262      | 27,7%  |
| 1940 | 7 487       | −27,0% |
| 1950 | 6 216       | −17,0% |
| 1960 | 4 449       | −28,4% |
| 1970 | 3 641       | −18,2% |
| 1980 | 4 075       | 11,9%  |
| 1990 | 3 696       | −9,3%  |
| 2000 | 3 828       | 3,6%   |
| 2010 | 3 677       | −3,9%  |

Secondo l'Ufficio del censimento degli Stati Uniti d'America la contea ha un'area totale di 933 miglia quadrate (2420 km²), di cui 927 miglia quadrate (2400 km²) sono terra, mentre 5,6 miglia quadrate (15 km², corrispondenti allo 0,7% del territorio) sono costituiti dall'acqua.

### Strade principali
- U.S. Highway 287
- State Highway 70
- State Highway 273

### Contee adiacenti
- Gray County (nord)
- Collingsworth County (est)
- Hall County (sud)
- Briscoe County (sud-ovest)
- Armstrong County (ovest)
- Wheeler County (nord-est)